# A850 road
Die A850 road ist eine A-Straße auf der Isle of Skye in der schottischen Council Area Highland. Sie erschließt von der A87 nordwestlich der Inselhauptstadt Portree abzweigend den Nordwesten der Insel mit den Halbinseln Waternish und Duirinish und endet am Dunvegan Castle, nördlich der gleichnamigen Ortschaft.

## Verlauf
Die Straße beginnt an der Abzweigung von der A87 bei der kleinen Ortschaft Borve, etwa sechs Kilometer nordwestlich der Inselhauptstadt Portree. Von dort verläuft sie zunächst nach Westen und dann entlang des Westufers der Bucht von Loch Snizort, einem Sea loch nach Norden. Sie passiert in einem etwa halbkreisförmigen Verlauf entlang des Ufers von Loch Snizort und Loch Greshornish, einer weiteren Meeresbucht, mehrere kleine Ortschaften, überwiegend Crofter-Siedlungen, wie etwa Skeabost, Bernisdale oder Edinbane. Hinter Edinbane wechselt die A850 in weitgehend unbewohntes Wald- und Moorland und verlässt den Küstenbereich. Bei Fairy Bridge zweigt die B886 nach Norden ab, über die die kleinen Ortschaften und Ansiedlungen der Halbinsel Waternish angebunden sind. Die A850 endet bei Dunvegan, der größten Ortschaft im Westen von Skye am Beginn der Halbinsel Duirinish. In der Ortsmitte mündet die von Südosten kommende A863 ein, die eine Verbindung entlang der Westküste von Skye zur A87 südlich von Portree herstellt. Von der Ortsmitte führt die A850 noch etwa einen Kilometer nach Norden und endet am Dunvegan Castle, dem Stammsitz des Clan MacLeod und das älteste durchgängig bewohnte Schloss in Schottland. Eine schmale Erschließungsstraße führt vom Ende der A850 weiter nach Norden bis zur kleinen Ansiedlung Claigan.

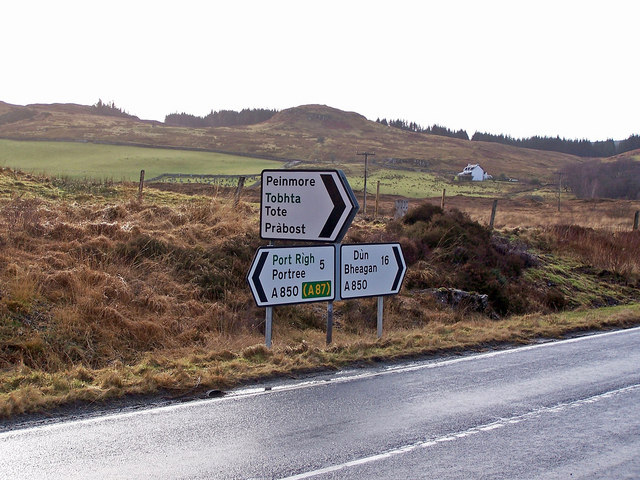
Zweisprachige Straßenschilder (Englisch und Schottisch-gälisch) bei Skeabost

Insgesamt ist die A850 knapp 31 Kilometer lang, etwa 19 Meilen. Bis zur Fertigstellung der Skye Bridge im Jahr 1995 begann die A850 bereits in Kyleakin, dem damaligen Fährhafen für die Verbindung zum Festland nach Kyle of Lochalsh. Mit Inbetriebnahme der Brücke wurde die zuvor in Kyle of Lochalsh endende A87 über Portree bis Uig, dem Fährhafen für die Verbindungen zu den Äußeren Hebriden nach Tarbert auf Lewis and Harris und Lochmaddy auf North Uist, verlängert. Die A850 wurde entsprechend auf ihre heutige Länge verkürzt. In den 1990er Jahren wurde die Straße durchgehend zweispurig ausgebaut und begradigt, ein Teil der Ortsdurchfahrten wurde durch Umgehungen ersetzt. Die alte Führung ist teilweise noch parallel zu erkennen.